# Рубен Оліварес
Рубен Оліварес Авіла (ісп. Rubén Olivares Avila; 14 січня 1947) — мексиканський професійний боксер.
Чемпіон світу у легшій вазі за версіями WBA і WBC (22.08.1969—16.10.1970, 02.04.1971—19.03.1972). Чемпіон світу у напівлегкій вазі за версією WBA (09.07.1974—23.11.1974). Чемпіон світу у напівлегкій вазі за версією WBC (20.06.1975—20.09.1975).
У 1991 році занесений до Міжнародної зали боксерської слави (англ. IBHOF).

## Спортивна кар'єра
У професійному боксі дебютував 4 січня 1965 року, перемігши Ісідро Сотело.
22 серпня 1969 року в Інґлвуді (США), як претендент, провів бій за звання чемпіона світу у легшій вазі за версіями WBA і WBC. Одержавши перемогу нокаутом у 5-му раунді над Лайонелом Роузом (Австралія), став новим чемпіоном світу у легшій вазі.
Двічі вдало захистивши чемпіонський титут у поєдинках проти Алана Родкіна (Велика Британія) і Чучо Кастільйо (Мексика), він поступився останньому технічним нокаутом під час третього захисту 16 жовтня 1970 року і ненадовго втратив чемпіонське звання. Проте вже 2 квітня 1971 року помстився Чучо Кастільйо, перемігши його за очками і повернув собі чемпіонський титул.
І знову, після двох вдалих захистів чемпіонського титулу, 19 березня 1972 року в Мехіко втратив свій титул, програвши нокаутом своєму співвітчизникові Рафаелю Еррері.
Того ж року перейшов у напівлегку вагу. 23 червня 1973 року виборов звання чемпіона Північноамериканської боксерської федерації (англ. NABF), перемігши американця Боббі Чекона технічним нокаутом.
9 липня 1974 року у поєдинку за вакантний титул чемпіона світу у напівлегкій вазі за версією WBA зустрівся з Зенсуке Утагава (Японія). Одержавши перемогу нокаутом, здобув звання чемпіона світу. 23 листопада того ж року втратив чемпіонський пояс, програвши нокаутом Алексісу Аргуельйо (Нікарагуа).
20 червня 1975 року у поєдинку за звання чемпіона світу у напівлегкій вазі за версією WBC зустрівся з Боббі Чеконом і переміг його технічним нокаутом. Рівно за три місяці потому поступився Девіду Котею (Гана).
Останню спробу завоювати чемпіонське звання здійснив 21 липня 1979 року у поєдинку за звання чемпіона світу у напівлегкій вазі за версією WBA проти Ейсебіо Педроси (Панама), проте поступився технічним нокаутом.